# Roland Baas
Roland Baas (Winschoten, 2 maart 1996) is een Nederlands voetballer die doorgaans als verdediger speelt.

## Loopbaan
Baas maakte op 5 oktober 2014 zijn debuut in het betaald voetbal, in de hoofdmacht van FC Groningen in een competitiewedstrijd tegen Feyenoord. Hij mocht in de 60e minuut invallen voor Nick van der Velden.
Vanaf medio 2019 speelde Baas voor BV De Graafschap. Begin 2023 ging hij naar het Spaanse CD Castellón.

## Clubstatistieken
| Seizoen         | Club            | Competitie      | Competitie | Competitie | Beker | Beker | Internationaal | Internationaal | Overig | Overig | Totaal | Totaal |
| Seizoen         | Club            | Competitie      | Wed.       | Dlp.       | Wed.  | Dlp.  | Wed.           | Dlp.           | Wed.   | Dlp.   | Wed.   | Dlp.   |
| --------------- | --------------- | --------------- | ---------- | ---------- | ----- | ----- | -------------- | -------------- | ------ | ------ | ------ | ------ |
| 2014/15         | FC Groningen    | Eredivisie      | 1          | 0          | 0     | 0     | 0              | 0              | 0      | 0      | 1      | 0      |
| 2015/16         | FC Groningen    | Eredivisie      | 0          | 0          | 0     | 0     | 0              | 0              | 0      | 0      | 0      | 0      |
| 2016/17         | FC Groningen    | Eredivisie      | 1          | 0          | 0     | 0     | 0              | 0              | 0      | 0      | 1      | 0      |
| 2017/18         | Heracles        | Eredivisie      | 14         | 0          | 2     | 0     | 0              | 0              | 0      | 0      | 16     | 0      |
| 2018/19         | Go Ahead Eagles | Eerste divisie  | 37         | 1          | 2     | 0     | 0              | 0              | 4      | 0      | 43     | 1      |
| 2019/20         | De Graafschap   | Eerste divisie  | 11         | 0          | 1     | 0     | 0              | 0              | 0      | 0      | 12     | 0      |
| 2020/21         | De Graafschap   | Eerste divisie  | 18         | 0          | 2     | 0     | 0              | 0              | 1      | 0      | 21     | 0      |
| Carrière totaal | Carrière totaal | Carrière totaal | 82         | 1          | 7     | 0     | 0              | 0              | 5      | 0      | 94     | 1      |

## Erelijst

### MetFC Groningen
| Nationaal          |    |         |
| Winnaar KNVB beker | 1x | 2014/15 |

## Interlandcarrière

### Nederland onder 19
Op 8 september 2012 debuteerde Baas voor Nederland –19 in een vriendschappelijke wedstrijd tegen Ierland –19 (0–1).
| Interlands van Roland Baas                          | Interlands van Roland Baas                          | Interlands van Roland Baas                          | Interlands van Roland Baas                          | Interlands van Roland Baas                          | Interlands van Roland Baas                          |
| №                                                   | Datum                                               | Wedstrijd                                           | Uitslag                                             | Soort Wedstrijd                                     | Doelpunten                                          |
| Als speler bij Voetbalacademie FC Groningen/Cambuur | Als speler bij Voetbalacademie FC Groningen/Cambuur | Als speler bij Voetbalacademie FC Groningen/Cambuur | Als speler bij Voetbalacademie FC Groningen/Cambuur | Als speler bij Voetbalacademie FC Groningen/Cambuur | Als speler bij Voetbalacademie FC Groningen/Cambuur |
| --------------------------------------------------- | --------------------------------------------------- | --------------------------------------------------- | --------------------------------------------------- | --------------------------------------------------- | --------------------------------------------------- |
| 1.                                                  | 8 september 2014                                    | Ierland – Nederland                                 | 1 – 0                                               | Vriendschappelijk                                   | 0                                                   |

### Nederland onder 18
Op 16 november 2013 debuteerde Baas voor Nederland –18 in een vriendschappelijke wedstrijd tegen Turkije –18 (0–0).
| Interlands van Roland Baas                          | Interlands van Roland Baas                          | Interlands van Roland Baas                          | Interlands van Roland Baas                          | Interlands van Roland Baas                          | Interlands van Roland Baas                          |
| №                                                   | Datum                                               | Wedstrijd                                           | Uitslag                                             | Soort Wedstrijd                                     | Doelpunten                                          |
| Als speler bij Voetbalacademie FC Groningen/Cambuur | Als speler bij Voetbalacademie FC Groningen/Cambuur | Als speler bij Voetbalacademie FC Groningen/Cambuur | Als speler bij Voetbalacademie FC Groningen/Cambuur | Als speler bij Voetbalacademie FC Groningen/Cambuur | Als speler bij Voetbalacademie FC Groningen/Cambuur |
| --------------------------------------------------- | --------------------------------------------------- | --------------------------------------------------- | --------------------------------------------------- | --------------------------------------------------- | --------------------------------------------------- |
| 1.                                                  | 16 november 2013                                    | Nederland – Turkije                                 | 0 – 0                                               | Vriendschappelijk                                   | 0                                                   |
| 2.                                                  | 18 november 2013                                    | Tsjechië – Nederland                                | 0 – 0                                               | Vriendschappelijk                                   | 0                                                   |

### Nederland onder 16
Op 3 februari 2012 debuteerde Baas voor Nederland –16 in een vriendschappelijke wedstrijd tegen Portugal –16 (2–0).
| Interlands van Roland Baas                          | Interlands van Roland Baas                          | Interlands van Roland Baas                          | Interlands van Roland Baas                          | Interlands van Roland Baas                          | Interlands van Roland Baas                          |
| №                                                   | Datum                                               | Wedstrijd                                           | Uitslag                                             | Soort Wedstrijd                                     | Doelpunten                                          |
| Als speler bij Voetbalacademie FC Groningen/Cambuur | Als speler bij Voetbalacademie FC Groningen/Cambuur | Als speler bij Voetbalacademie FC Groningen/Cambuur | Als speler bij Voetbalacademie FC Groningen/Cambuur | Als speler bij Voetbalacademie FC Groningen/Cambuur | Als speler bij Voetbalacademie FC Groningen/Cambuur |
| --------------------------------------------------- | --------------------------------------------------- | --------------------------------------------------- | --------------------------------------------------- | --------------------------------------------------- | --------------------------------------------------- |
| 1.                                                  | 3 februari 2012                                     | Nederland – Portugal                                | 2 – 0                                               | Vriendschappelijk                                   | 0                                                   |
| 2.                                                  | 5 februari 2012                                     | Nederland – Israël                                  | 0 – 0                                               | Vriendschappelijk                                   | 0                                                   |
| 3.                                                  | 7 februari 2012                                     | Italië – Nederland                                  | 2 – 1                                               | Vriendschappelijk                                   | 0                                                   |

### Nederland onder 15
Op 2 december 2010 debuteerde Baas voor Nederland –15 in een vriendschappelijke wedstrijd tegen Turkije –15 (2–1).
| Interlands van Roland Baas                          | Interlands van Roland Baas                          | Interlands van Roland Baas                          | Interlands van Roland Baas                          | Interlands van Roland Baas                          | Interlands van Roland Baas                          |
| №                                                   | Datum                                               | Wedstrijd                                           | Uitslag                                             | Soort Wedstrijd                                     | Doelpunten                                          |
| Als speler bij Voetbalacademie FC Groningen/Cambuur | Als speler bij Voetbalacademie FC Groningen/Cambuur | Als speler bij Voetbalacademie FC Groningen/Cambuur | Als speler bij Voetbalacademie FC Groningen/Cambuur | Als speler bij Voetbalacademie FC Groningen/Cambuur | Als speler bij Voetbalacademie FC Groningen/Cambuur |
| --------------------------------------------------- | --------------------------------------------------- | --------------------------------------------------- | --------------------------------------------------- | --------------------------------------------------- | --------------------------------------------------- |
| 1.                                                  | 2 december 2010                                     | Turkije – Nederland                                 | 1 – 2                                               | Vriendschappelijk                                   | 0                                                   |
| 2.                                                  | 14 april 2011                                       | Nederland – Slowakije                               | 2 – 0                                               | Vriendschappelijk                                   | 0                                                   |